# Enrique Llamas de Madariaga
Enrique Llamas de Madariaga (nacido en Buenos Aires, Argentina, el 19 de julio de 1939) es un periodista y locutor argentino con medio siglo de trayectoria. Está en pareja con su colega Denise Pessana.

## Biografía
Realizó sus estudios en el Colegio Ward, donde participó activamente del Taller de Radio, y posteriormente en la Universidad de Buenos Aires. Enrique Llamas de Madariaga es un periodista argentino con medio siglo de trayectoria. Es hermano del General del Ejército Antonio Llamas, secretario de Información Pública durante la última dictadura militar en Argentina. Realizó programas de televisión en Alemania, China y EE. UU. Fue Secretario de Clarín. Con Pessana, la joven con la que coconducía el noticiero del Canal América, se casaron, trabajaron en Radio El Mundo y actualmente están radicados en Punta del Este, Uruguay.
Hace un par de años recibió una intervención cardíaca en arterias coronarias del tipo de la angioplastia con stent a manos del pionero doctor Luis De la Fuente en una clínica de BsAs, IADT.

## Televisión
En este medio se destacó como conductor del programa "Videoshow", emitido por El Trece de Buenos Aires durante la década de 1980; y como conductor de los noticieros de los canales Canal América y Canal 11, durante los años 1990. También condujo "El mundo en Llamas" (Canal 9), en los años 1980.

## Radio
Sus trabajos radiales más destacados han sido "Splendid Show" por Radio Splendid ; "Periodismo con todos" y "Sexta Edición", por Radio El Mundo; "Buenos Días Argentina" por Radio Argentina y "Buen Día Buenos Aires " por Radio Buenos Aires en los '80.
Actualmente conduce "Coincidencias" desde Uruguay, retransmitido a Buenos Aires por Radio con Vos.

## Controversia
Texto tomado del sitio http://repositorio.sociales.uba.ar/items/show/2076?download=1831
..."El 27 de octubre de 1980, Llamas de Madariaga invitó a Jaime Rozemblum, presentado como un “judío sin más”, con el que discutiría tête-à-tête sobre “viejos mitos y libelos antisemitas”, tal como, al parecer, habría propuesto el propio entrevistado. En ese encuadre, lo que generó polémica fueron las preguntas con las que el periodista abordó el tema: “Sr. Rozenblum ¿por qué los judíos fueron permanentemente perseguidos? Algo tiene que haber ya que los persiguen desde hace 4000 años (…) Es Ud. ¿argentino o judío primero? (…) ¿Por qué nadie en la Argentina conoce a una mucama judía, un portero judío, un mozo judío?”. Sin duda se trataba de un interrogatorio
provocador y poco elaborado, que recurría a estereotipos antisemitas conocidos y con frecuencia escuchados. Probablemente, los productores hayan perseguido el impacto y la polémica, tal como se planteaba en un show que había logrado 20 puntos de raiting en un horario que históricamente contaba con poco poder de convocatoria...."
Esa entrevista provocó airadas protestas de la DAIA y otros sectores de la sociedad argentina.  Poco tiempo después, Llamas de Madariaga emigró a Uruguay.

## Premios
Fue nominado a un Premio Martín Fierro 2004. Obtuvo un Premio Konex, Diploma al Mérito en 1987 en el rubro Radial y otro en 1997 en el rubro Televisiva.

## Filmografía
- Paula contra la mitad más uno (1971) ...Cameo